# Ahegao

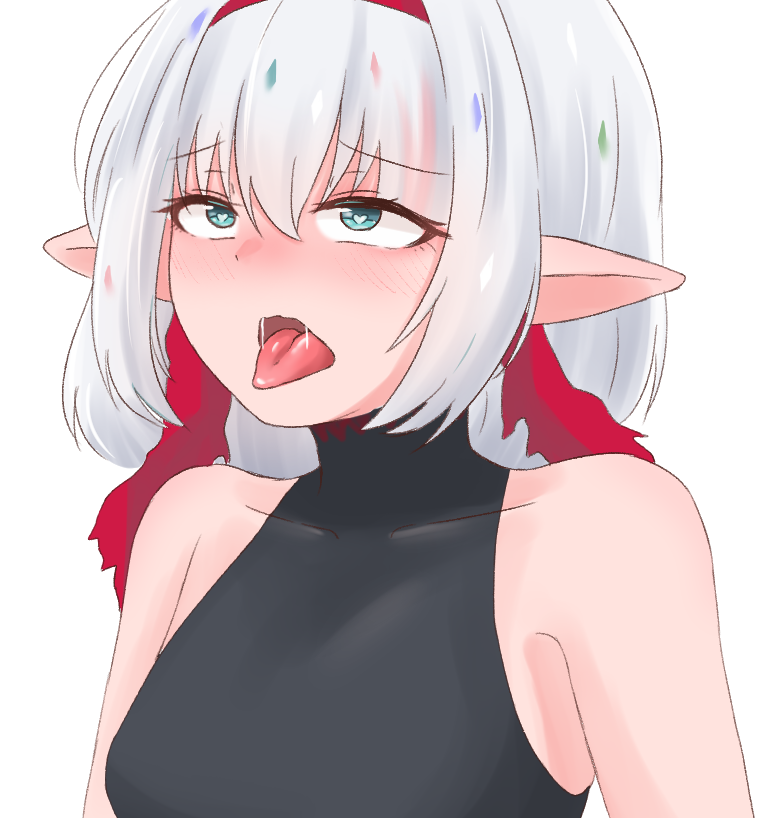
Raffigurazione di un'immagine ahegao.

Per ahegao si intende una raffigurazione del volto di un personaggio (di solito femminile), per rappresentare la sensazione di piacere provata durante un rapporto sessuale, generalmente usata in manga e animazioni di natura erotica e videogiochi.
Le caratteristiche principali sono gli occhi lucidi rivolti verso il cielo o incrociati, il viso sudato e arrossato insieme alla bocca aperta con la lingua sporgente.

## Origine della parola
La prima parte del termine, ahe (katakana: アヘ), è un'abbreviazione di aheahe (アヘアヘ), un'onomatopea per "ansimare" o "gemere". La seconda parte, gao o kao (顔), significa "faccia". Quindi, ahegao può essere interpretato come "faccia che geme o ansima".
Molti altri termini sono stati coniati per le espressioni facciali pronunciate al momento dell'orgasmo. Uno di questi è ikigao che significa "faccia che viene orgasmica". Altri sono acmegao dal prestito linguistico francese acmé ovvero "orgasmo" e yogarigao per "faccia di soddisfazione".